# Cromwell (Oklahoma)
Cromwell es un pueblo ubicado en el condado de Seminole en el estado estadounidense de Oklahoma. En el año 2010 tenía una población de 286 habitantes y una densidad poblacional de 102,14 personas por km².

## Geografía
Cromwell se encuentra ubicado en las coordenadas 35°21′1″N 96°27′35″O / 35.35028, -96.45972 (35.350195, -96.459700).

## Demografía
Según la Oficina del Censo en 2000 los ingresos medios por hogar en la localidad eran de $30,833 y los ingresos medios por familia eran $31,607. Los hombres tenían unos ingresos medios de $18,750 frente a los $21,250 para las mujeres. La renta per cápita para la localidad era de $12,751. Alrededor del 20.1% de la población estaban por debajo del umbral de pobreza.